# Едвульф
Едвульф (давн-англ. Eadwulf; *д/н — †717) — король Нортумбрії 704—705 роках.

## Життєпис
Ймовірно походив з роду Еоппінгів. Про батьків і дату народження нічого невідомо. Обіймав значне становище за часів короля Елдфріта. Після смерті останнього у 704 році, користуючись молодістю спадкоємця трону Осреда, Едвульф захопив владу. При цьому його підтримав могутній північний магнат і елдормен Лотіану — Бертфріт.
У 705 році Вільфрід вкотре спробував повернути собі єпископську кафедру в столиці Нортумбрії — Еофервіку. Але проти цього виступив Едвульф. Втім, це викликало невдоволення Бертфріта, який став на бік Вільфріда. Цією сваркою скористався Осред, син померлого короля Елдфріта. В результаті Едвульфа було повалено, він втік до Дал Ріади, де помер у 717 році. Новим королем став Осред.

## Родина
- Ернвін (д/н—740)